# Полюса (альбом)
«Полюса» — пятый студийный альбом российской рок-группы Louna, выпущенный 24 апреля 2018 года на лейбле Союз.

## История создания
В конце 2016 года Louna выпустила альбом «Дивный новый мир», весной 2017 года отправилась с ним в тур. Во время тура группа сочиняла песни для нового альбома, который планировала записать после окончания тура и выпустить весной 2018 года. В интервью Лусинэ Геворкян говорила, что новый диск будет «бешеным» и непохожим на предыдущие работы группы.
1 сентября Louna запустила краудфандинговый проект на Planeta.ru, который завершился 1 декабря. Собранная на проекте сумма превысила целевую (1 миллион рублей) почти в полтора раза. Параллельно группа отправилась во вторую часть «Дивного нового тура» и продолжала готовить материал для новой пластинки:

Сейчас у нас вовсю кипит работа над новым альбомом, совершенно новым, который мы начали писать, сочинять, сразу после выхода «Дивного нового мира». Этот альбом будет немного в ином ключе, с иным музыкальным подходом в плане создания песен. И в плане лирики тоже наших зрителей ждут интересные (не скажу «эксперименты»), но интересная тематика, общая канва во всех песнях. В общем, альбом будет в стиле Louna, с нашей фирменной энергетикой, но немного необычный, может даже немного непривычный. Но старая добрая Louna никуда не денется— Лусинэ Геворкян
9 декабря 2017 года Louna завершила «Дивный новый тур» концертом в Минске, после чего отправилась в студию записывать новый альбом. В декабре были записаны все инструментальные партии, в январе — вокал и бэк-вокал. В феврале 2018 в интервью Лусинэ Геворкян ещё раз подтвердила планы выпустить альбом весной.
30 декабря 2017 года группа во ВКонтакте объявила название нового альбома — «Полюса» и представила обложку и треклист.
9 марта в Чартовой дюжине состоялась премьера песни «Колыбельная». В следующую пятницу она стартовала с 10-го места и 13 апреля возглавила хит-парад. 10 марта «Колыбельная» и ещё одна песня «Лопасти» появились на цифровых площадках, таких как iTunes, Google Play и Яндекс.Музыка, а также была объявлена дата релиза альбома — 24 апреля.
15 апреля группа стала гостем программы «Соль от первого лица» на РЕН ТВ, где исполнила 10 песен, в том числе и «Колыбельную».
22 марта состоялась премьера песни «Так», 4 апреля — песни «Другие». 21 апреля состоялась премьера альбома во ВКонтакте и Boom, 24 апреля — официальный релиз на всех цифровых площадках.
Тур в поддержку альбома начался осенью 2018, представив альбом в Москве 17 ноября в клубе Adrenaline Stadium.

## Список композиций
| №   | Название      | Длительность |
| --- | ------------- | ------------ |
| 1.  | «Полюса»      | 5:16         |
| 2.  | «Лопасти»     | 3:24         |
| 3.  | «Огня»        | 3:59         |
| 4.  | «Искусство»   | 3:28         |
| 5.  | «Молодым»     | 4:37         |
| 6.  | «Включай!»    | 4:02         |
| 7.  | «Так»         | 3:57         |
| 8.  | «Вечное»      | 4:15         |
| 9.  | «Зверь»       | 4:42         |
| 10. | «Шум»         | 3:45         |
| 11. | «Другие»      | 4:30         |
| 12. | «Колыбельная» | 4:15         |
| 13. | «Выбор»       | 4:21         |
| 14. | «Пять»        | 4:17         |

## Участники записи
- Лусинэ «Лу» Геворкян — вокал, клавишные.
- Виталий «Вит» Демиденко — бас-гитара.
- Рубен «Ру» Казарьян — гитара.
- Сергей «Серж» Понкратьев — гитара.
- Леонид «Пилот» Кинзбурский — ударные.